# Secoroc
Secoroc AB var ett svenskt verkstadsföretag.
Secoroc var ursprungligen den del av Fagersta AB, som var en pionjär vad gäller tillverkning av hårdmetallprodukter, bland annat för bergborrar. 
Secoroc köptes 1988 av Atlas Copco, inom vilken koncern Secoroc organiserades som dotterbolaget Atlas Copco Secoroc AB. Efter bildandet 2017 av Epiroc AB ingår det som dotterbolaget Epiroc Drilling Tools AB med säte i Fagersta. 
Secoroc hade år 2009 21 200 anställda världen över och tillverkning i Sverige, USA, Kanada, Kina, Indien, Sydafrika och Australien. 